# Daniela Walkowiak
Daniela Walkowiak-Pilecka (* 24. Mai 1935 in Łąki Wielkie) ist eine ehemalige polnische Kanutin.

## Karriere
Daniela Walkowiak war dreimal Teilnehmerin an Olympischen Spielen. Bei ihrem Olympiadebüt 1956 in Melbourne startete sie im Einer-Kajak über 500 Meter und erreichte nach einem dritten Platz in ihrem Vorlauf das Finale, das sie auf dem sechsten Platz beendete. Vier Jahre darauf nahm sie in Rom an zwei Wettbewerben teil. Im Einer-Kajak zog sie dabei ebenso ins Finale ein wie auch im Zweier-Kajak. In der Einzeldisziplin hatte sie sowohl ihren Vorlauf als auch ihren Halbfinallauf gewonnen. Im Endlauf belegte sie in 2:10,46 Minuten den dritten Platz hinter der Russin Antonina Seredina und Therese Zenz aus Deutschland, womit sie die Bronzemedaille erhielt. Im Zweier-Kajak, der bei den Frauen erstmals Teil des olympischen Programms war, verpasste sie mit Janina Mendalska als Vierte knapp einen weiteren Medaillengewinn.
Auch bei den Olympischen Spielen 1964 in Tokio erreichte Walkowiak im Einer-Kajak und im Zweier-Kajak das Finale. Im Einer belegte sie nach 2:17,52 Minuten den siebten Platz, im Zweier-Kajak wurde sie mit Daniela Pilecka in 2:04,31 Minuten Achte.